# Priti Patel
Dame Priti Sushil Patel (Londen, 29 maart 1972) is een Brits politica voor de Conservative Party. Zij is sinds 2010 lid van het Lagerhuis voor het kiesdistrict Witham. Zij bekleedde posten in de regeringen van David Cameron en Theresa May, en was in de regeringen van Boris Johnson van 2019 tot 2022 minister van Binnenlandse Zaken. Zij hoort bij de rechtervleugel van de Conservatieve Partij en wordt gezien als een thatcherist. In het schaduwkabinet van Kemi Badenoch heeft zij de portefeuille buitenlandse zaken.

## Biografie
Patel komt uit een Oegandees-Indiase familie. Ze studeerde aan de Keele-universiteit en de Universiteit van Essex. Ze werkte een aantal jaar voor het public-relations-adviesbureau Weber Shandwick.
Ze was aanvankelijk betrokken bij de Referendum Party; toen die in 1997 ophield te bestaan werd ze lid van de Conservatieven. In 2005 nam ze voor het eerst deel aan de parlementsverkiezingen; ze probeerde zonder succes gekozen te worden in het district Nottingham North. Met steun van partijleider David Cameron werd Patel bij de verkiezingen in 2010 aangewezen als de Conservatieve kandidaat voor Witham in Essex, een district waar de Conservatieven zeker konden zijn van de overwinning. Ze werd in 2015,  2017 en 2019 herkozen. Van 2015 tot 2016 was Patel onderminister van werkgelegenheid in de tweede regering-Cameron.
Na het aftreden van Cameron steunde Patel Theresa May in haar succesvolle poging om leider van de Conservatieve Partij te worden. May benoemde Patel als minister voor internationale ontwikkeling in haar eerste regering. In 2017 kwam Patel in politieke problemen toen bekend werd dat ze tijdens een privéreis naar Israël ontmoetingen met Israëlische politici had gehad, zonder het ministerie van buitenlandse zaken of de Britse ambassadeur in Israël daarvan op de hoogte te stellen. Ze nam ontslag als minister.
Boris Johnson benoemde haar op 24 juli 2019 tot minister van binnenlandse zaken (Home Secretary). Zij bekleedde die functie in het Kabinet-Johnson I en het Kabinet- Johnson II.  Zij voerde een aantal maatregelen in om (illegale) immigratie tegen te gaan, waaronder een omstreden overeenkomst met Rwanda om asielzoekers van het Verenigd Koninkrijk over te nemen. Een intern onderzoek concludeerde dat haar manier van omgaan met medewerkers niet in overeenstemming was met de gedragscode voor ministers, maar leidde niet tot consequenties voor haar positie. Zij nam ontslag op 5 september 2022, één dag voordat Boris Johnson als premier zou worden opgevolgd door Liz Truss.
In 2023 werd ze benoemd tot Dame-Commander in the Order of the British Empire; sindsdien kan ze zich dame Priti Patel noemen. Bij de voor de Conservatieven zeer slecht verlopen Lagerhuisverkiezingen van 4 juli 2024 werd Patel herkozen in haar district Witham. De Conservative Party kwam voor het eerst sinds 2010 in de oppositie. Partijleider Rishi Sunak (de opvolger van Liz Truss) kondigde aan te zullen aftreden. Patel stelde zich kandidaat in de leiderschapsverkiezingen maar kwam niet verder dan de eerste ronde.
In het schaduwkabinet van Kemi Badenoch heeft zij de portefeuille buitenlandse zaken.

## Politieke standpunten
Patel staat bekend als een euroscepticus en was een leidende figuur in de 'leave’-campagne in de aanloop naar het referendum van 2016 over het EU- lidmaatschap van het Verenigd Koninkrijk. Zij hoort bij de rechtervleugel van de Conservatieve Partij en wordt gezien als een thatcherist. Zij stemde tegen het homohuwelijk en het rookverbod, en was een tijdlang voor de invoering van de doodstraf. Op dit laatste standpunt kwam ze terug. Ze heeft uitgesproken meningen die soms voor ophef zorgen. Ze is bekritiseerd voor het verdedigen van de belangen van de tabaks- en alcoholindustrie; als pr-adviseur had ze voor deze sector gewerkt.

## Externe bronnen
- Eigen website Priti Patel

- Gemeinsame Normdatei: 1205096302
- International Standard Name Identifier: 0000 0000 4096 872X
- Library of Congress Control Number: n2006093205
- Système universitaire de documentation: 200260618
- Virtual International Authority File: 38811433
- WorldCat: E39PBJh4ykcrvQGYC7PFxKTbVC